# 33622 Sedigh
1999 JR67 (asteroide 33622) é um asteroide da cintura principal. Possui uma excentricidade de 0.09302410 e uma inclinação de 8.82632º.
Este asteroide foi descoberto no dia 12 de maio de 1999 por LINEAR em Socorro.